# Chikuden Tanomura
Chikuden Tanomura (田能村竹田?; Bungo, 14 luglio 1777 – Osaka, 20 ottobre 1835) è stato un pittore giapponese.

## Biografia
Inizialmente Chikuden progettò di diventare uno studioso confuciano, ma era contemporaneamente attratto dalla pittura, alla quale si avvicinò in un primo tempo sotto gli insegnamenti di un artista della sua città.
Chikuden fu intimo amico dello scrittore Sanyō, assieme al quale tracciò vivi ed estemporanei disegni, grazie anche all'influenza del suo ideale culturale.
Successivamente si trasferì a Edo (ora Tokyo), dove studiò sotto la guida del pittore bunjin-ga Tani Bunchō seguendo le regole della scuola nanga.
Poi temperò l'ascendente ideoligizzante e letterario di Sanyō, dopo i suoi contatti con la robusta scuola di pittura detta 'del Sud', di cui divenne uno dei principali rappresentanti.
Infatti lo stile bunjin-ga ("pittura letteraria"), derivava dal sud della Cina e aveva una base accademica e letteraria.
In seguito Chikuden rientrò nella sua città, occupandosi anche di politica e di attività sociale, ma decise infine di concentrarsi sulla pittura.
Firmò le sue opere anche con gli pseudonimi Ken e Gyozô.
Chikuden divenne celebre soprattutto per le sue interpretazioni gentili e malinconiche della natura,dipingendo prevalentemente paesaggi, fiori e figure, con uno stile che miscelava la pittura e la poesia e si caratterizzò per le linee sottili e i colori luminosi.
Chikuden scrisse anche svariati testi sulla pittura, come ad esempio Sanchujin Josetsu Chikuden-so Shiyu Garoku.
Le opere di Chikuden sono esposte in numerosi musei in tutto il mondo, da quello di Oxford in Inghilterra a quello di Tokyo, a quello di Berlino.

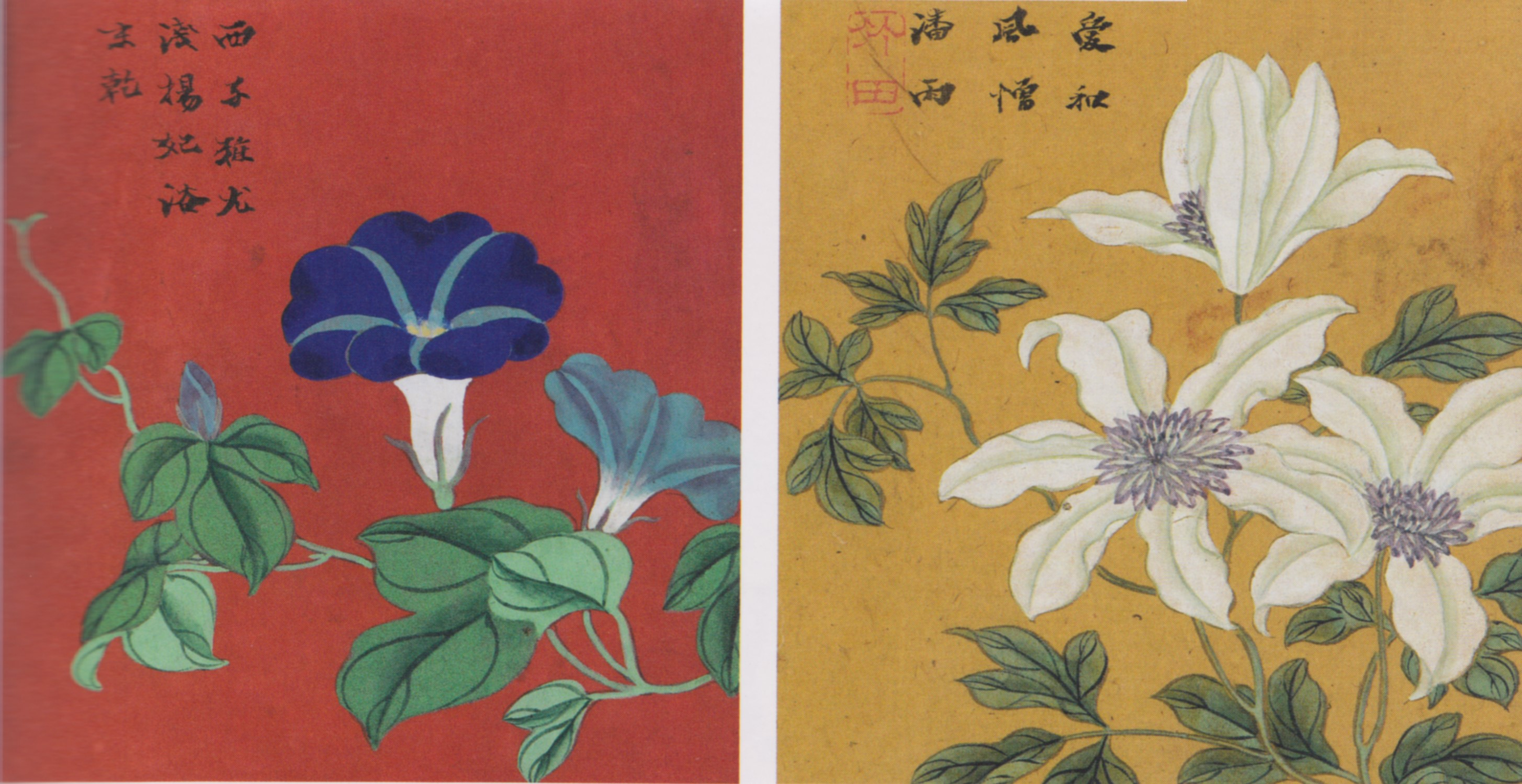
Fogli di album. Dal libretto 窓 花 帳 del 1811.
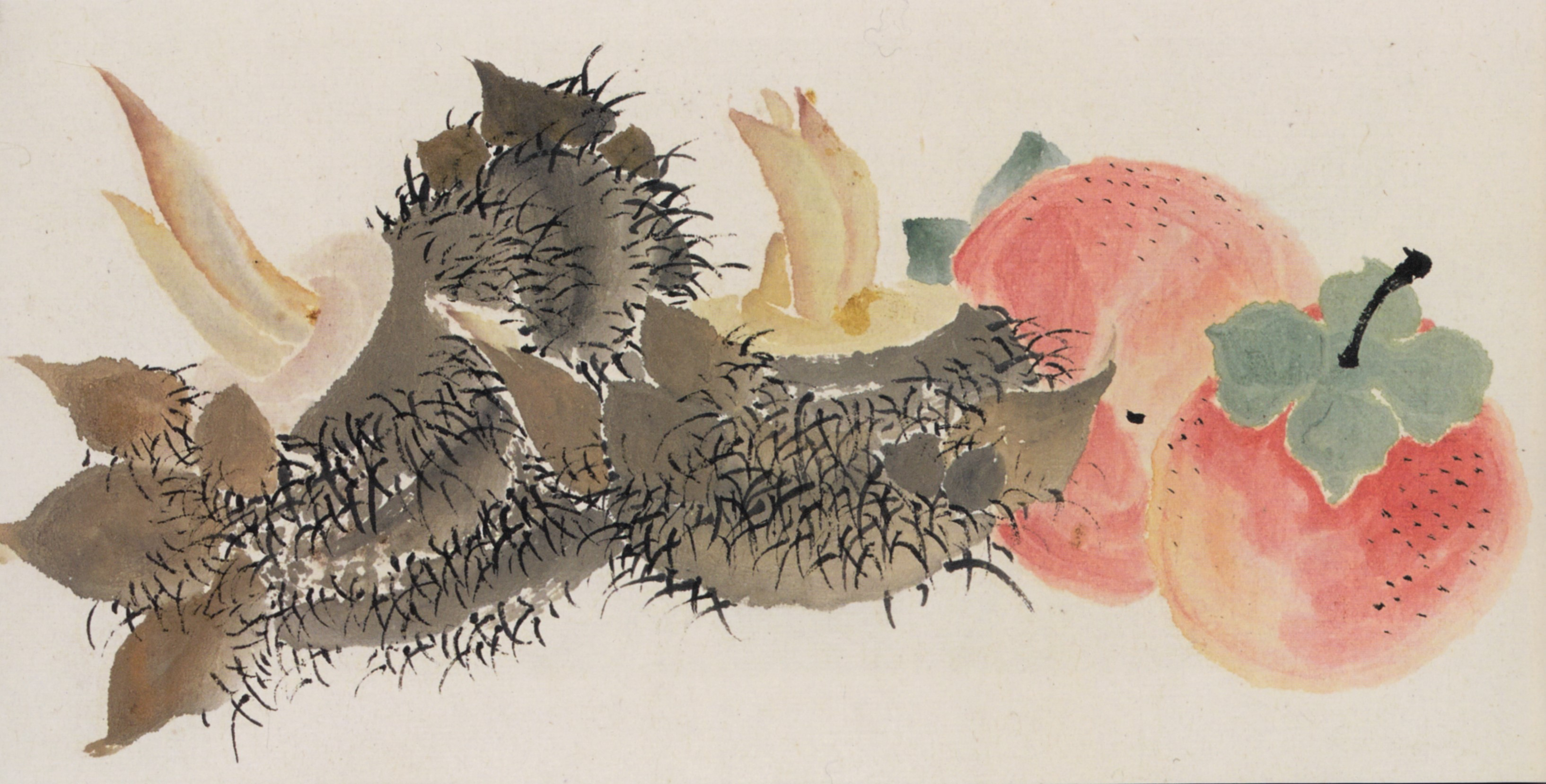
Cachi e castagne. Estratto dalla pergamena 果蔬 草虫 図 巻 del 1820.
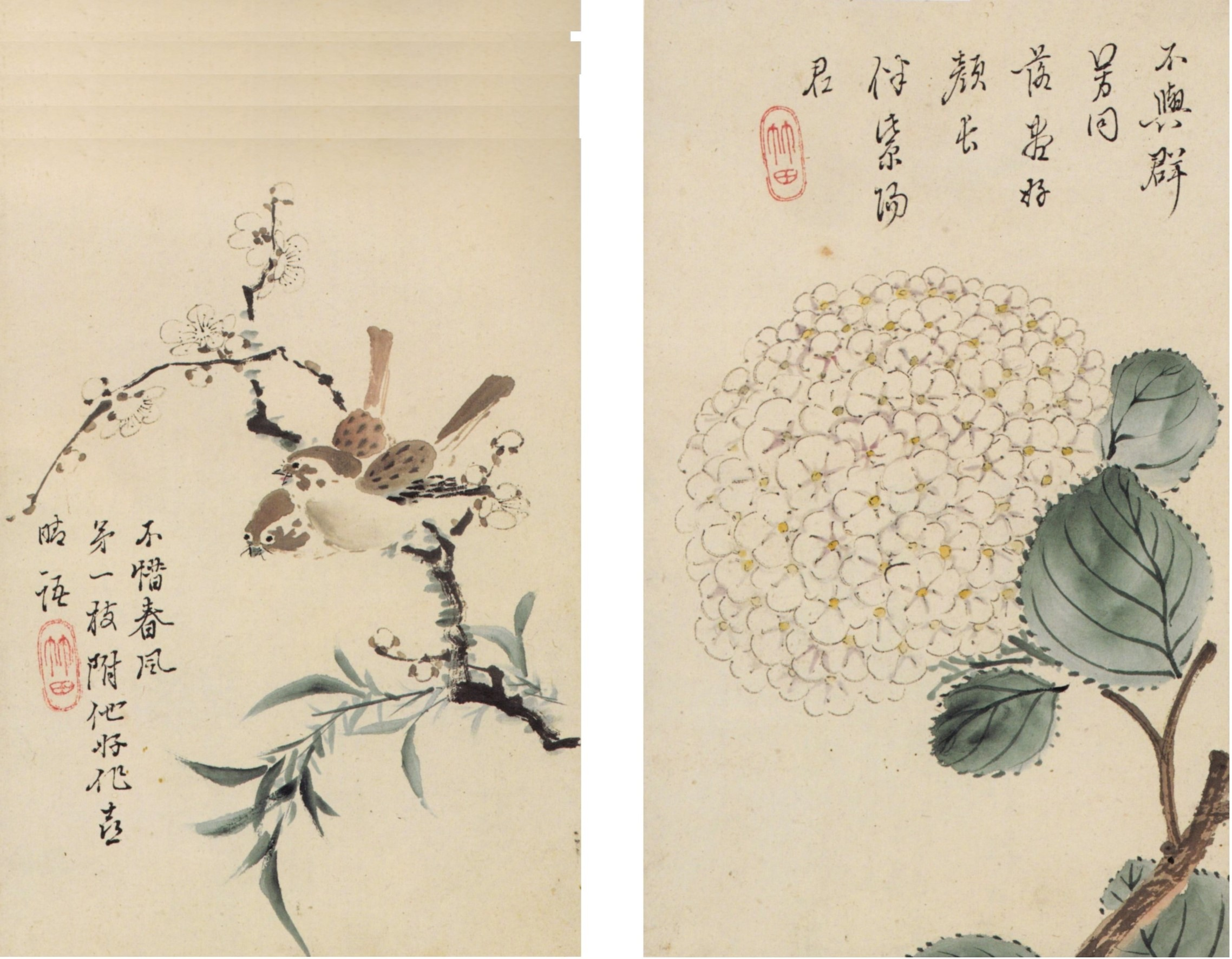
Fogli di album. Dall'album 蓬 窓 幽 興 画冊 del 1829.